# Lista państw nieposiadających portu lotniczego
Ze 196 państw, tylko 5 nie posiada żadnego portu lotniczego. Wszystkie znajdują się w Europie i posiadają heliporty, ponadto wszystkie – z wyjątkiem Monako – są państwami śródlądowymi.
| Lp. | Państwo       | Informacje |
| --- | ------------- | --- |
| 1   | Andora        | Pod względem powierzchni i liczby ludności, Andora jest największym państwem nieposiadającym lotniska. Najbliższe porty lotnicze znajdują się w Lleidzie, Tuluzie i Barcelonie. |
| 2   | Liechtenstein | Najbliższe porty lotnicze to St. Gallen-Altenrhein i Friedrichshafen, nieco dalej zlokalizowane jest duże, międzykontynentalne lotnisko w Zurychu, do którego podróż koleją z Buchs (miasta leżącego przy granicy z Liechtensteinem) trwa niespełna 90 minut (z przesiadką na Dworcu Głównym w Zurychu).                                                        |
| 3   | Monako        | Port lotniczy w Nicei, trzecie co do wielkości lotnisko we Francji pod względem liczby pasażerów, zlokalizowany jest około 30 km od granicy. W Monako znajduje się jednak heliport. |
| 4   | San Marino    | Tuż przy zachodniej granicy państwa znajduje się prywatne lądowisko zdolne do przyjęcia najmniejszych samolotów. Najbliższy port lotniczy znajduje się w Rimini i obsługuje przede wszystkim loty czarterowe. Około 130 km na północny zachód oddalony jest port lotniczy w Bolonii, siódme co do wielkości lotnisko we Włoszech pod względem liczby pasażerów. |
| 5   | Watykan       | Najbliżej znajduje się port lotniczy Rzym-Ciampino, z którego korzystają tanie linie lotnicze. Nieco dalej znajduje się drugie rzymskie lotnisko – Fiumicino. |